# Isabel II y su familia con el Patriarca de las Indias
Isabel II y su familia con el Patriarca de las Indias, cuyo título completo es Isabel II y su familia con el Patriarca de las Indias, dando gracias a la Virgen por la victoria de África es un óleo sobre lienzo del pintor romántico español Paulino de la Linde. La obra forma parte de la colección del Museo del Romanticismo, en el que se expone.
Se trata de una obra que conmemora la victoria española contra el Sultanato de Marruecos en la guerra de África en 1860. Las tropas españolas fueron recibidas a su vuelta como héroes y se crearon otras obras como homenaje, como el Recibimiento del Ejército de África en la Puerta del Sol de Joaquín Sigüenza, El regreso de la Guerra de África de Eduardo Cano, que se conservan en el mismo museo.
En el cuadro se representan la reina Isabel II junto a su esposo Francisco de Asís de Borbón y sus hijos y el Patriarca. Los presentes están de rodillas para agradecer la victoria ante la Inmaculada Concepción, que están sobre una nube y rodeada de ángeles, que recuerda la iconografía que popularizó Murillo. En el fondo aparecen los soldados españoles de la batalla de Tetuán. En la esquina inferior izquierda hay un león con la inscripción Invicta. La cuadro recuerda las representaciones de los Reyes Católicos en su conquista de Granada.